# Danh sách thành phố và thị trấn Hungary

## Các thành phố lớn ở Hungary
- Budapest 1.727.300 (2.550.000) ****
- Debrecen 205.100 ***
- Miskolc 181.100 (270.000) ***
- Szeged 162.500 ***
- Pécs 158.700 ***
- Győr 128.400 ***
- Nyíregyháza 116.200 **
- Kecskemét 106.500 **
- Székesfehérvár 103.300 ***
- Szombathely 81.200 **
- Szolnok 76.700 **
- Tatabánya 71.800 **
- Kaposvár 67.700 **
- Békéscsaba 66.900 **
- Zalaegerszeg 61.600 **
- Veszprém 61.000 **
- Eger 56.900 **
- Érd 56.800 *
- Sopron 55.300 *
- Dunaújváros 53.600 *
- Nagykanizsa 52.400 *
- Hódmezővásárhely 48.600 *
- Salgótarján 45.200 **
- Ózd 39.114
- Baja 38.143
- Cegléd 37.939
- Szekszárd 35.900 **

Chú giải: **** thủ đô; *** trung tâm vùng; ** thị xã; * thị trấn

### Thị trấn lớn, dân số từ 30.000 đến 35.000 người
- Vác 33.903
- Pápa 33.583
- Gyöngyös 33.013
- Gyula 32.355
- Hajdúböszörmény 32.208
- Orosháza 32.052
- Ajka 31.971
- Kazincbarcika 31.575
- Kiskunfélegyháza 31.508
- Gödöllő 31.263
- Szentes 31.082
- Mosonmagyaróvár 30.840
- Esztergom 30.122

## Danh sách đầy đủ các thị trấn ở Hungary vào thời điểm ngày 1 tháng 1 năm 2007
| - Abádszalók - Abaújszántó - Abony - Adony - Ajka - Albertirsa - Aszód - Bábolna - Bácsalmás - Badacsonytomaj - Baja - Baktalórántháza - Balassagyarmat - Balatonalmádi - Balatonboglár - Balatonföldvár - Balatonfüred - Balatonfűzfő - Balatonlelle - Balkány - Balmazújváros - Barcs - Bátaszék - Bátonyterenye - Battonya - Békés - Békéscsaba - Bélapátfalva - Berettyóújfalu - Berhida - Bicske - Biharkeresztes - Bóly - Bonyhád - Borsodnádasd - Budakeszi - Budaörs - Budapest - Cegléd - Celldömölk - Cigánd - Csenger - Csepreg - Csongrád - Csorna - Csorvás - Csurgó - Dabas - Debrecen - Demecser - Derecske - Dévaványa - Devecser - Dombóvár - Dombrád - Dorog - Dunaföldvár - Dunaharaszti - Dunakeszi - Dunaújváros - Dunavarsány - Dunavecse - Edelény - Eger - Elek - Emőd - Encs - Enying - Ercsi - Érd - Esztergom - Fehérgyarmat - Felsőzsolca - Fertőd - Fonyód | - Fót - Füzesabony - Füzesgyarmat - Gárdony - Göd - Gödöllő - Gönc - Gyál - Gyomaendrőd - Gyömrő - Gyöngyös - Győr - Gyula - Hajdúböszörmény - Hajdúdorog - Hajdúhadház - Hajdúnánás - Hajdúsámson - Hajdúszoboszló - Harkány - Hatvan - Herend - Heves - Hévíz - Hódmezővásárhely - Ibrány - Izsák - Jánoshalma - Jánossomorja - Jászapáti - Jászárokszállás - Jászberény - Jászfényszaru - Kaba - Kadarkút - Kalocsa - Kaposvár - Kapuvár - Karcag - Kazincbarcika - Kecel - Kecskemét - Kemecse - Kenderes - Kerekegyháza - Keszthely - Kisbér - Kisköre - Kiskőrös - Kiskunfélegyháza - Kiskunhalas - Kiskunmajsa - Kistarcsa - Kistelek - Kisújszállás - Kisvárda - Komádi - Komárom - Komló - Körmend - Kőszeg - Kunhegyes - Kunszentmárton - Kunszentmiklós - Lábatlan - Lajosmizse - Lengyeltóti - Lenti - Létavértes - Letenye - Lőrinci - Makó - Marcali - Máriapócs - Martfű | - Martonvásár - Mátészalka - Mezőberény - Mezőcsát - Mezőhegyes - Mezőkovácsháza - Mezőkövesd - Mezőtúr - Mindszent - Miskolc - Mohács - Monor - Mór - Mórahalom - Mosonmagyaróvár - Nádudvar - Nagyatád - Nagybajom - Nagyecsed - Nagyhalász - Nagykálló - Nagykanizsa - Nagykáta - Nagykőrös - Nagymaros - Nyékládháza - Nyergesújfalu - Nyíradony - Nyírbátor - Nyíregyháza - Nyírlugos - Nyírtelek - Orosháza - Oroszlány - Ócsa - Ózd - Örkény - Őriszentpéter - Paks - Pannonhalma - Pálháza - Pápa - Pásztó - Pécel - Pécs - Pécsvárad - Pétervására - Pilis - Pilisvörösvár - Polgár - Polgárdi - Pomáz - Putnok - Püspökladány - Ráckeve - Rakamaz - Répcelak - Rétság - Sajószentpéter - Salgótarján - Sándorfalva - Sárbogárd - Sarkad - Sárospatak - Sárvár - Sásd - Sátoraljaújhely - Sellye - Siklós - Simontornya - Siófok - Solt - Soltvadkert - Sopron - Sümeg | - Szabadszállás - Szarvas - Százhalombatta - Szécsény - Szeged - Szeghalom - Székesfehérvár - Szekszárd - Szendrő - Szentendre - Szentes - Szentgotthárd - Szentlőrinc - Szerencs - Szigethalom - Szigetszentmiklós - Szigetvár - Szikszó - Szob - Szolnok - Szombathely - Tab - Tamási - Tapolca - Tata - Tatabánya - Téglás - Tét - Tiszacsege - Tiszaföldvár - Tiszafüred - Tiszakécske - Tiszalök - Tiszaújváros - Tiszavasvári - Tokaj - Tolna - Tompa - Tótkomlós - Tököl - Törökszentmiklós - Tura - Túrkeve - Újfehértó - Újszász - Üllő - Vác - Vámospércs - Várpalota - Vásárosnamény - Vasvár - Vecsés - Velence - Veresegyház - Veszprém - Vésztő - Villány - Visegrád - Záhony - Zalaegerszeg - Zalakaros - Zalalövő - Zalaszentgrót - Zirc |